# اللغة الفارسية القديمة

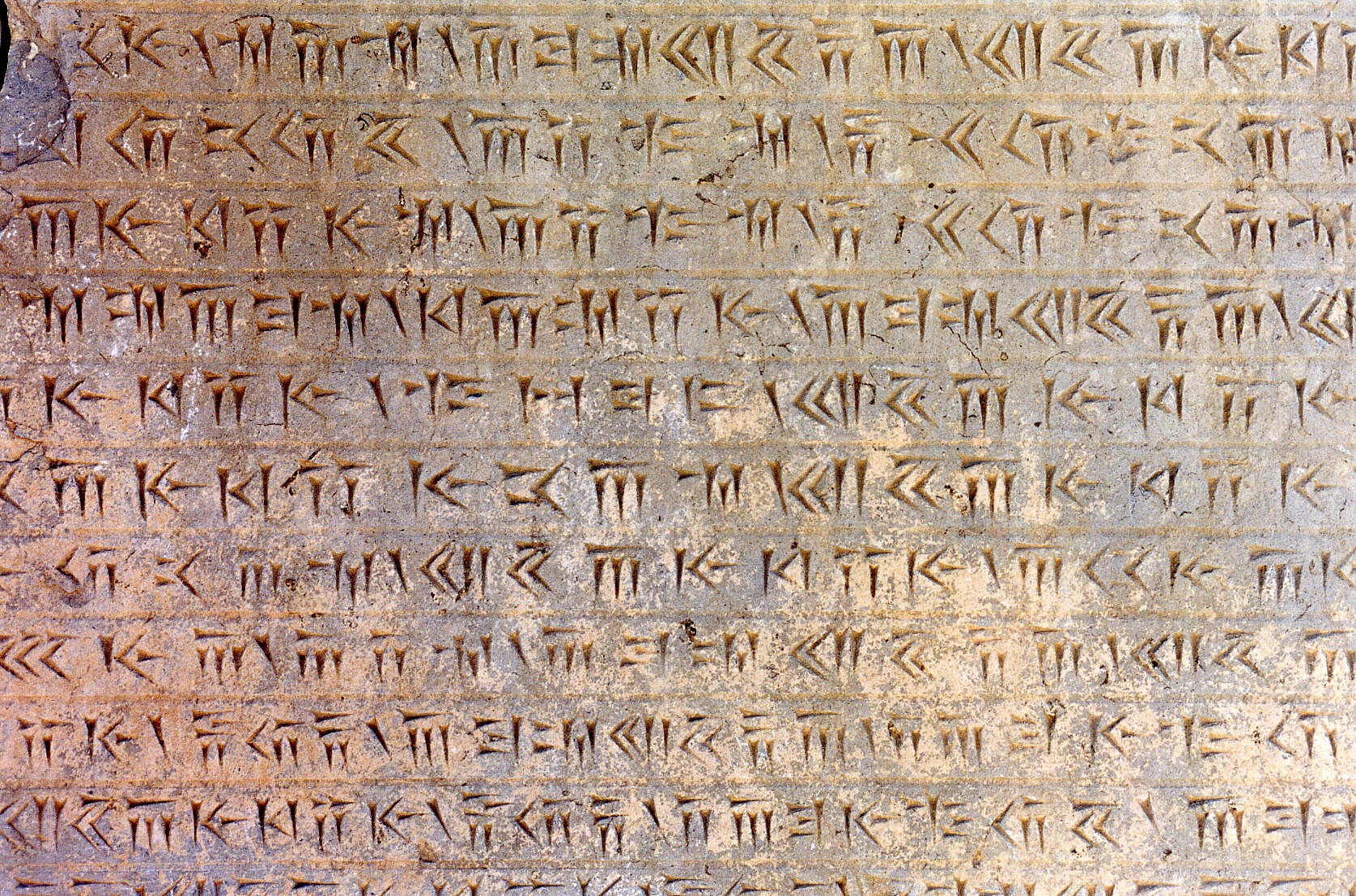
جدار منقوش باللغة الفارسية القديمة

اللغة الفارسية القديمة هي إحدى اثنتين من اللغات الإيرانية القديمة الرئيسية و(اللغة الثانية الرئيسية هي الأفستية). تبدو الفارسية القديمة في المقام الأول في النقوش، وأقراص الطين، والأختام من العصر الأخميني (من 600 قبل الميلاد إلى 300 قبل الميلاد). عُثِر على أمثلة من الفارسية القديمة في الوقت الحاضر في إيران والبحرين والعراق وتركيا ومصر  وأهمها ما احتواه نقش بيستون (يعود إلى 525 سنة ق.م). أجريت مؤخراً أبحاث عن الفارسية القديمة في أرشيف برسبوليس في معهد الدراسات الشرقية في جامعة شيكاغو الذي اكتشف عام (2007). ويبين هذا النص الجديد أن اللغة الفارسية القديمة كانت لغة مكتوبة تستخدم للتسجيل العملي وليس فقط للعرض الملكي.